# 张希钦 (中共官员)
张希钦（1947年—），汉族，北京大学中文系毕业，中华人民共和国政治人物、第十一届全国政协委员。
加入中国共产党，担任国家旅游局原副局长、党组成员。2008年，当选第十一届全国政协委员，代表中华全国总工会，分入第十八组。并担任社会和法制委员会专委。

## 个人履历
1980-1983任团中央宣传部宣传处处长、教育处处长；1983-1986任团中央直属机关党委专职副书记、纪委书记；1986-1989任中国青年杂志社社长、党组书记；1989-1993任中国旅游出版社社长兼总编辑；1993年任中国青年旅行社总社总经理、中青旅集团董事长；1997年11月至1998年8月兼中青旅控股股份公司董事长。1997年11月至1998年6月兼中青旅控股股份公司总裁（兼任中国旅游协会副会长、中国青年实业发展促进会副会长、中华全国青年联合会副秘书长、中国国资青年总裁协会理事）；1998年8月至2009年1月任国家旅游局党组成员、副局长。2009年1月任中国旅游协会名誉副会长。